# Sean Wroe

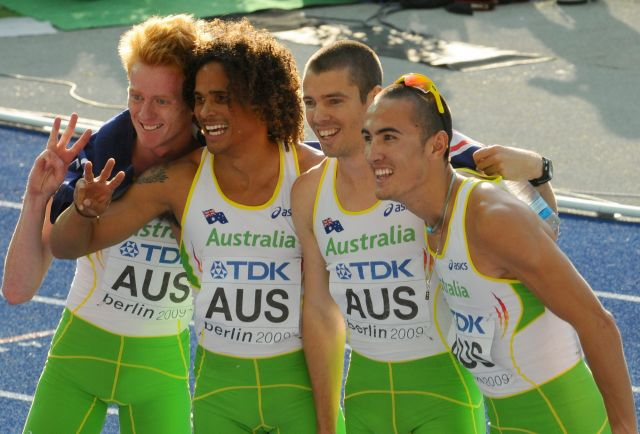
Sean Wroe (rechts) bei den Weltmeisterschaften 2009 in Berlin

Sean Wroe (* 18. März 1985 in Melbourne) ist ein australischer Leichtathlet, der bei den Weltmeisterschaften 2009 die Bronzemedaille mit der 4-mal-400-Meter-Staffel gewann.
2004 nahm Wroe an den Leichtathletik-Juniorenweltmeisterschaften in Grosseto teil und erreichte dort über 400 Meter den sechsten Platz, mit der australischen Staffel belegte er den siebten Platz. 2007 siegte er bei den Australischen Meisterschaften über 400 Meter. Bei den Hallenweltmeisterschaften 2008 belegte er den sechsten Platz. In der Freiluftsaison schied Wroe bei den Olympischen Spielen 2008 im Halbfinale aus, ebenso wie im Jahr zuvor bei den Weltmeisterschaften. Im Gegensatz zum Vorjahr erreichte er allerdings mit der Staffel das olympische Finale. Dort liefen Sean Wroe, John Steffensen, Clinton Hill und Joel Milburn in 3:00,02 Minuten auf den sechsten Platz.
Im März 2009 verbesserte Wroe seine persönliche Bestzeit in Brisbane auf 45,07 Sekunden. Bei den Weltmeisterschaften 2009 schied er erneut im Halbfinale aus. Zusammen mit Joel Milburn, Tristan Thomas und Ben Offereins qualifizierte er sich aber in 3:02,04 Minuten für das Staffelfinale. Nach einem Tausch und einer Umstellung lief die Staffel im Finale in der Aufstellung John Steffensen, Offereins, Thomas und Wroe; nach 3:00,90 Minuten gewann das Team Bronze hinter den Staffeln aus den Vereinigten Staaten und aus dem Vereinigten Königreich.
Bei einer Körpergröße von 1,85 Meter beträgt sein Wettkampfgewicht 74 Kilogramm.